# 格雷格·巴特勒
格雷戈里·爱德华·巴特勒（英語：Gregory Edward Butler，1966年3月11日—），美国NBA联盟前职业篮球运动员。他在1988年的NBA选秀中第2轮第37顺位被纽约尼克斯选中。